# 春川ジャンクション
春川ジャンクション（チュンチョンジャンクション）は江原特別自治道春川市にある中央高速道路とソウル襄陽高速道路を結ぶジャンクションである。

## 接続する路線

### 春川・釜山方面
- 中央高速道路（36番）

### 河南・洪川方面
- ソウル襄陽高速道路（8番）

## 隣
中央高速道路
洪川SA（春川方向のみ） - (36) 春川JCT - 春川SA
ソウル襄陽高速道路
(7) 朝陽IC - (8) 春川JCT - (9) 東洪川IC